# Orthotrichum lescurii
Orthotrichum lescurii là một loài rêu trong họ Orthotrichaceae. Loài này được Austin mô tả khoa học đầu tiên năm 1870.